# كوابينا ادوسي
كوابينا ادوسي (بالإنجليزية: Kwabena Adusei)‏ (3 يونيو 1987 بأكرا في غانا - ) هو لاعب كرة قدم غاني في مركز الدفاع. شارك مع منتخب غانا لكرة القدم. أما مع النوادي، فقد لعب مع أشانتي كوتوكو ونادي مبومالانجا بلاك أسأت وTema Youth F.C. ‏ ونادي ميدياما.

## روابط خارجية
- كوابينا ادوسي على موقع قاعدة بيانات كرة القدم.إي يو (الإنجليزية)
- كوابينا ادوسي على موقع ناشيونال فوتبول تيمز (الإنجليزية)
- كوابينا ادوسي على موقع Soccerway.com (الإنجليزية)
- كوابينا ادوسي على موقع AS.com (الإسبانية)